# باتلر (کنتاکی)
باتلر (به انگلیسی: Butler) شهری در ایالت کنتاکی کشور ایالات متحده آمریکا است که جمعیت آن در سرشماری سال ۲۰۱۰ میلادی، ۶۱۲ نفر بوده‌است.